# Bifurcia ramosa
Bifurcia ramosa är en spindelart som först beskrevs av Li och Zhu 1987.  Bifurcia ramosa ingår i släktet Bifurcia och familjen täckvävarspindlar. Inga underarter finns listade.